# T-6 Texan
North American T-6 Texan a fost un avion de antrenament avansat monomotor proiectat de North American Aviation,folosit să antreneze piloți de vînătoare ai Forțelor Aeriene a Armatei Statelor Unite,ai Marinei Statelor Unite,Royal Air Force și a altor forțe aeriene din Commonwealth în Al Doilea Război Mondial. 

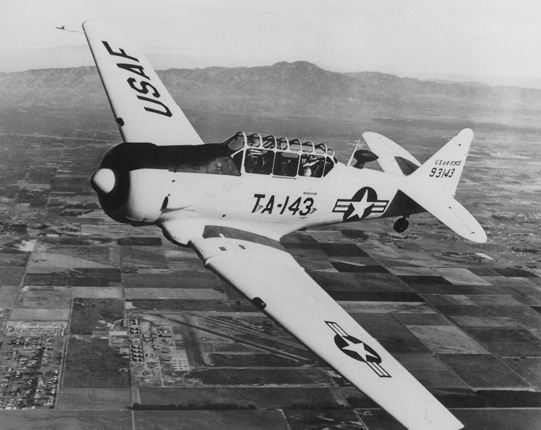
T-6 Texan